# Alexandre de Vasconcelos e Sá
Alexandre José Botelho de Vasconcelos e Sá ComTE • ComA • GOA (segundo a grafia da época Alexandre José de Vasconcellos e Sá) (Porto, Santo Ildefonso, 28 de Novembro de 1872 – 1 de Outubro de 1929) foi um militar (capitão-de-mar-e-guerra), médico e político português.
Filho de Fernando Alexandre Botelho de Vasconcelos e Sá (Almeida, Almeida, 1844 – Porto, São João da Foz, 1875) e de sua mulher Maria da Conceição Rodrigues Antunes e neto paterno de Alexandre José Botelho de Vasconcelos e Sá, primo-sobrinho do 1.° Barão de Albufeira e primo em segundo grau do 1.° Visconde de Silvares, e de sua mulher Maria Emília Augusta Leal.
Republicano, centrista, foi responsável pelo ministério da Agricultura entre 15 de Novembro e 18 de Dezembro de 1923. e um dos fundadores do Partido Centrista Republicano do também médico e político Egas Moniz, sendo Vice-Presidente da Comissão Central Organizadora do Partido.
A 11 de Março de 1919 foi feito Comendador da Ordem Militar de Avis, a 19 de Novembro de 1920 foi elevado a Grande-Oficial da mesma Ordem e a 9 de Março de 1926 foi feito Comendador da Ordem Militar da Torre e Espada, do Valor, Lealdade e Mérito.